# Seznam podmornic druge svetovne vojne
Seznam vojaških podmornic, ki so bile aktivne pred in med drugo svetovno vojno.

## Seznam po državah
- seznam ameriških podmornic druge svetovne vojne
- seznam britanskih podmornic druge svetovne vojne
- seznam francoskih podmornic druge svetovne vojne
- seznam italijanskih podmornic druge svetovne vojne
- seznam jugoslovanskih podmornic druge svetovne vojne
- seznam nemških podmornic druge svetovne vojne
- seznam poljskih podmornic druge svetovne vojne
- seznam sovjetskih podmornic druge svetovne vojne